# ポジャルスキー・カツレツ

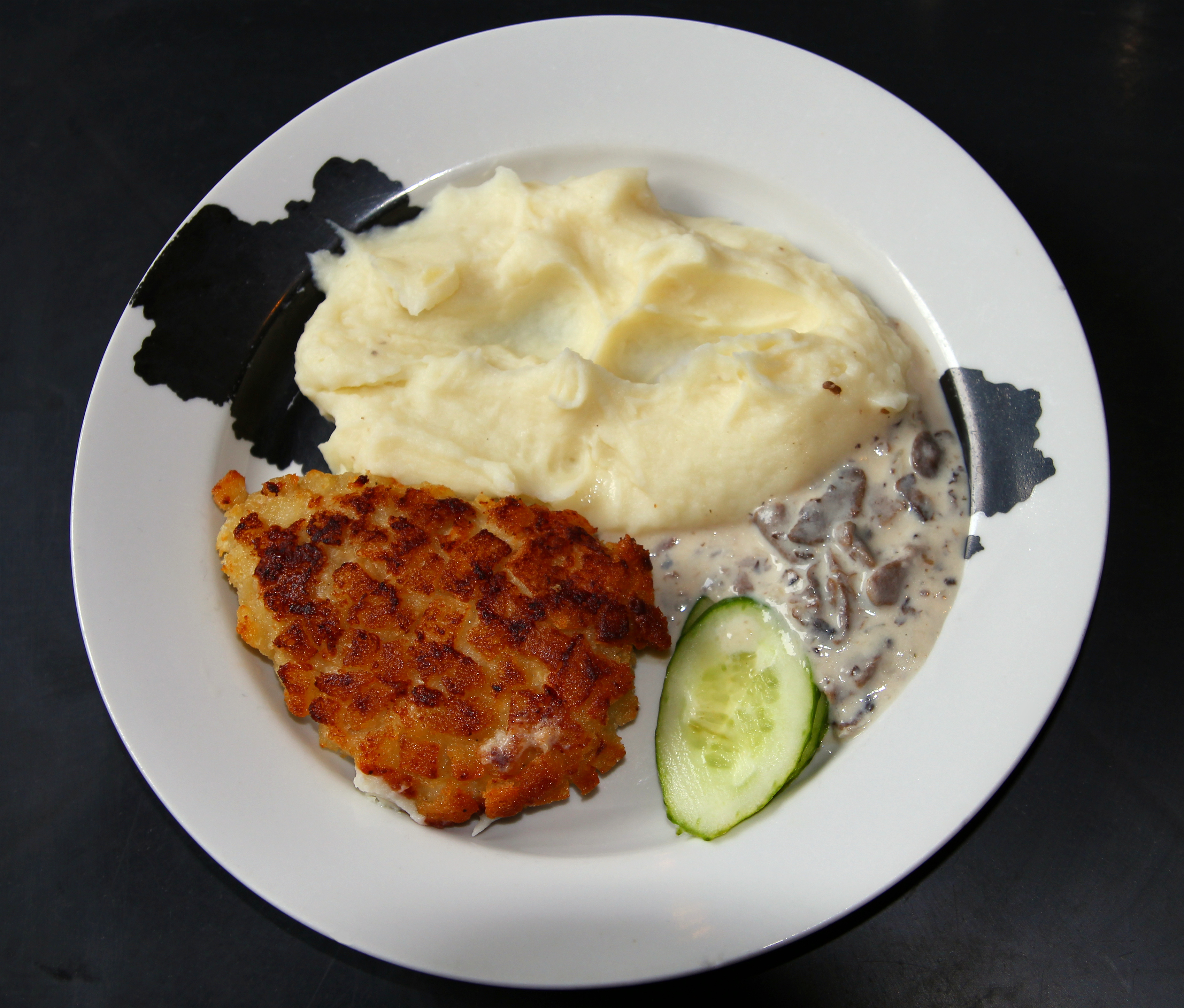
ポジャルスキー・カツレツの例 マッシュポテト、マッシュルームソース、スライスキュウリ添え

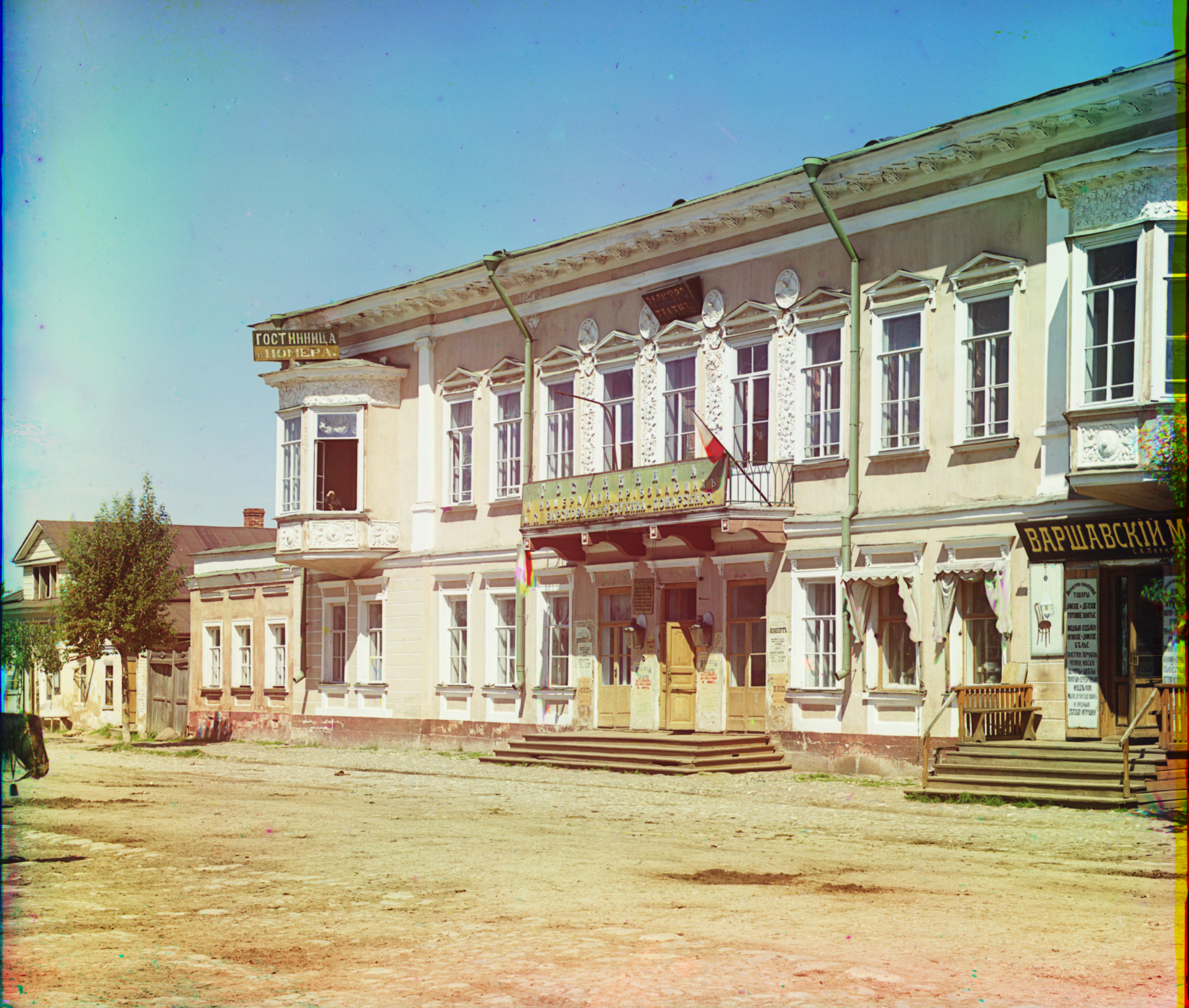
ポジャルスキーホテル（トルジョーク）

ポジャルスキー・カツレツ（ロシア語: пожарская котлета, Pozharsky cutlet）は、ロシア発祥のカツレツ（コトレータ）の一種。肉、魚などのすり身をつくね状にしたもののカツレツの総称である。
ポジャルスキー風カツレツとも。

## 概要
ロシアトヴェリ州トルジョークでポジャルスキー家が経営していた宿屋やレストランで提供されていたカツレツである。ロシア帝国の文化人やロシア皇帝も好んだ料理であり、詩人アレクサンドル・プーシキンが友人への手紙にトルジョークに立ち寄る時はポジャルスキー・カツレツを食べるよう勧めていたり、ロシア皇帝ニコライ1世がポジャルスキー・カツレツを家族に食べさせたいがためにトルジョークから料理人を宮廷に招いたとも言われている。
様々なレシピがあるが、伝統的なレシピとしては、鶏胸肉をミンチにし、牛乳に浸して柔らかくしたパン、バター、塩、コショウ入れ混ぜたもの丸め、クルトンをまぶして焼く。
表面はカリカリに焼き上がり、中はしっとりとジューシーなのが魅力とされる。

## 発祥
ロシアのコートレットは、フランス料理のコトレータ、あるいはドイツ料理のコットレットからの借用語であると考えている通り、もともとは骨つき仔牛肉を使う料理であったが、1870年代から挽肉を小判形に整えて焼いた料理をコートレットと呼ぶようになった。
伝説によれば、ポジャルスキー・カツレツを初めて作ったのはトルジョークの料理店主エヴドキム・ポジャルスキーとされる。店の近くを通るアレクサンドル1世に出すコートレットを用意するのに仔牛肉がなかったため、鶏肉で代用したのだった。

## 逸話
プーシキンは妻・ナターリアに言い寄るフランス人将校ジョルジュ・ダンテスと1837年旧暦1月27日（2月8日）に決闘を行い、決闘で受けた傷が元で2日後の旧暦1月29日（2月10日）に息を引き取ることになるのだが、決闘の前に立ち寄って、レモネードを飲んだといわれる文学カフェの名物料理の一つがポジャルスキー・カツレツとなっている。

## 日本での展開
- 2013年、ロッテリアで「ポジャルスキー」と名付けたチキンナゲットを販売している[1]。鶏胸肉をペースト状にして、鶏卵、植物性クリーム、牛乳などを加えてムース状になるまで混ぜて、米粉を配合した微粉パン粉を衣にしたナゲットであり、ホテルオークラ出身のフレンチシェフ北岡尚信が監修を行っている[1]。